# 静岡県道332号新所原停車場白須賀線
静岡県道332号新所原停車場白須賀線（しずおかけんどう332ごう しんじょはらていしゃじょうしらすかせん）は、静岡県湖西市を通る一般県道である。愛知県境に近い所を経由する。

## 概要

### 路線データ
- 起点：静岡県湖西市新所原（JR東海道本線新所原駅）
- 終点：静岡県湖西市白須賀（国道42号交点）
- 全長：約6.5km

## 沿革
- 1960年4月1日 認定

## 通過する自治体
- 静岡県
  - 湖西市

## 接続路線
- 静岡県道330号新所原停車場日の岡線（起点 - 岡崎小学校東交差点で重複）
- 静岡県道3号豊橋湖西線（新所原駅前交差点 - 湖西市新所原東地内で重複および上の原北交差点）
- 静岡県道173号湖西東細谷線（白須賀駐在前交差点 - 白須賀交差点で重複）
- 国道42号（白須賀交差点）

## 沿線周辺
- JR東海道線・天竜浜名湖鉄道 新所原駅
- 湖西アメニティプラザ
- ソニーグローバルマニュファクチャリング&オペレーションズ湖西サイト
- パナソニック ストレージバッテリー本社・工場
- プライムアースEVエナジー本社・工場
- スズキ湖西工場
- 白須賀宿